# Kreuzkirche (Istanbul)

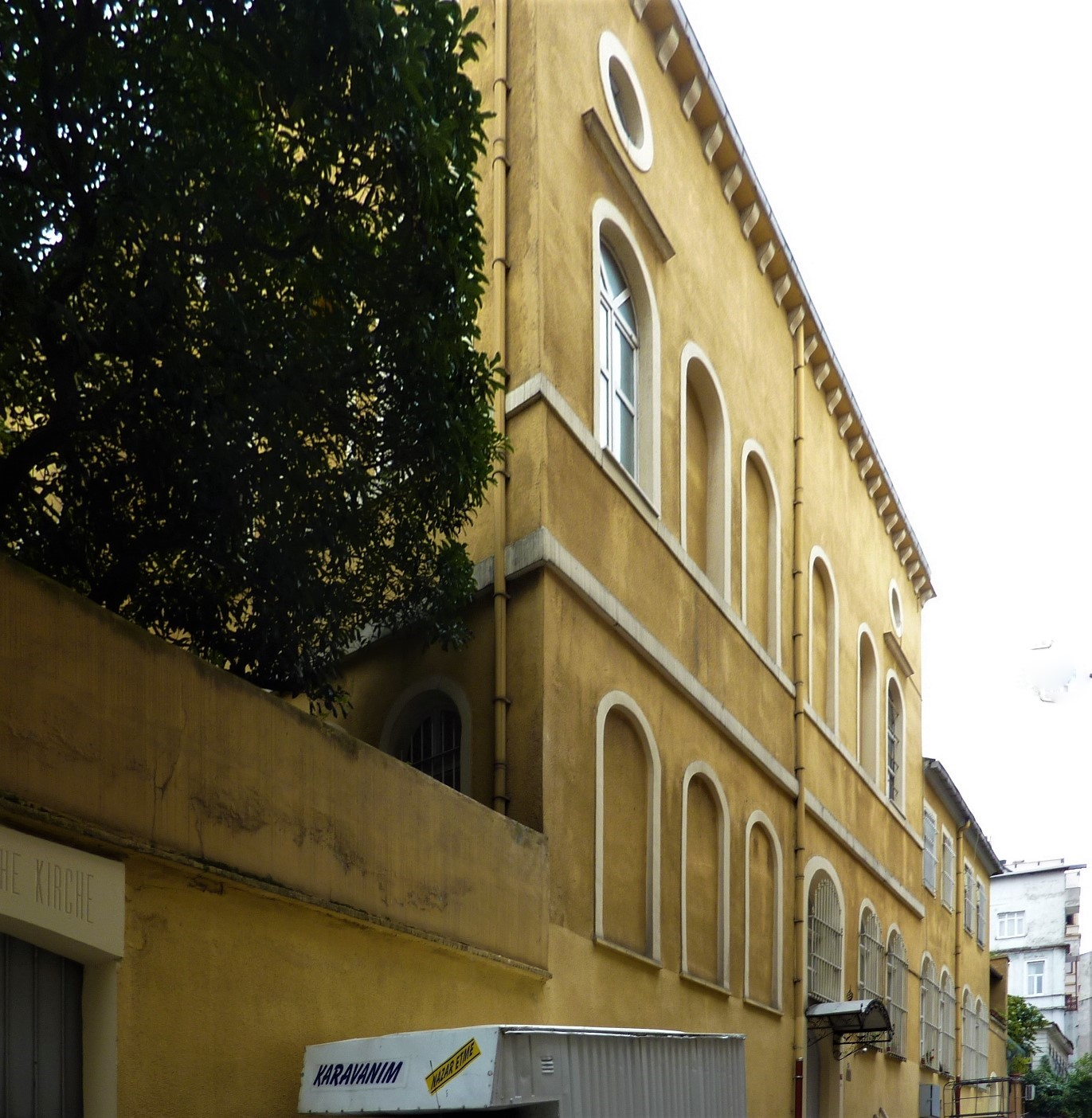
Gebäude der Gemeinde

Die Kreuzkirche ist ein Gebäude der Evangelischen Kirche deutscher Sprache in der Türkei (Alman Protestan kilisesi) in Beyoğlu, einem Stadtteil von Istanbul.

## Geschichte
1843 wurde eine deutsche evangelische Gemeinde in Constantinopel gegründet. Die Mitglieder waren deutsche Handwerker, Kaufleute, preußische Offiziere in osmanischen Diensten und Angehörige der preußischen Botschaft. 1856 erwarb sie das heutige Grundstück und baute zunächst eine Schule und ein Wohngebäude. 1861 wurde darauf eine Kirche gesetzt, die in den folgenden Jahrzehnten ein Altarbild, eine Orgel und eine Glocke erhielt. 1889 besuchte der deutsche Kaiser Wilhelm II. die Kirche während seines Aufenthaltes in Istanbul. 1911 wurden die Außenmauern durch Stützpfeiler verstärkt und eine Schwesternwohnung angebaut.
1920 wurde das Gebäude von der französischen Botschaft beschlagnahmt und erst 1925 wieder an die deutsche Gemeinde zurückgegeben. 1944 wurde sie wieder enteignet. Nach der Rückgabe 1954 fanden Renovierungsarbeiten und eine umfassende Umgestaltung des Innenraumes statt.
Heute gehören etwa 200 Mitglieder zur Gemeinde, meist deutsche Mitarbeiter von Firmen und Schulen in Istanbul sowie Angehörige der Botschaft.